# Союзники (фильм)
«Союзники» (англ. Allied) — американский фильм 2016 года режиссёра Роберта Земекиса. Фильм вышел в прокат в США 23 ноября 2016 года.

## Сюжет
В 1941 году во время Второй мировой войны пилот Королевских ВВС Канады Макс Ватан, к тому же являющийся разведчиком, отправляется в Касабланку в Марокко, чтобы убить посла Германии. Он сотрудничает с бойцом французского Сопротивления по имени Марианн Босежур, которая сбежала из Франции после того, как ее группа сопротивления была скомпрометирована и убита.
Они изображают из себя супружескую пару и сближаются, несмотря на понимание того, что в их работе из-за чувств могут погибнуть люди. Марианн, которой немцы доверяют, достает Максу приглашение на вечеринку, где они планируют совершить убийство. В день убийства они занимаются сексом в машине посреди песчаной бури в пустыне, зная, что могут не выжить. Тем не менее, миссия проходит успешно, и они оба сумели сбежать. Макс просит Марианн поехать с ним в Лондон и стать его женой. Они женятся, селятся в Хампстеде, у них появляется девочка Анна, которая родилась во время бомбардировки.
Год спустя в 1943 году Макс узнаёт от руководителя Управления специальных операций, что Марианн подозревается в шпионаже в пользу Германии, поскольку она присвоила себе личность после того, как настоящая Марианн была убита во Франции. Также становится известно, что ликвидированный ими посол Германии был диссидентом, которого Адольф Гитлер хотел убить. Чтобы проверить их подозрения, Управления специальных операций проводит операцию: Максу приказывают записать ложную развединформацию дома, где Марианн может найти её. Если информация будет получена из перехваченных немецких радиопередач, Макс должен лично её ликвидировать, а если он окажется соучастником, то его повесят за государственную измену.
Вопреки приказам, Макс навещает бывшего коллегу Гая Сэнгстера, который знал Марианн; однако Сэнгстер, ослепший из-за военной травмы, не может подтвердить её личность. Он говорит, что борец Сопротивления Поль Деламар, который работал с Марианн во Франции, всё ещё жив в Дьепе и сможет её опознать. Макс находит молодого пилота Адама Хантера, даёт ему фотографию с «секретной» запиской (спросить, является ли женщина на фотографии Марианн Босежур) и поручает ему получить ответ «да» или «нет» от Деламара.
Макс и Марианн устраивают домашнюю вечеринку. Приходит командир Макса Фрэнк Хеслоп и говорит ему, что Хантер был убит, ожидая ответа от Деламара, и ругает его за неподчинение. Макс задаётся вопросом, является ли то, что ему рассказали о Марианн, всего лишь проверкой его лояльности в рамках продвижения в Секретной разведывательной службе.
На следующий вечер Макс занимает место пилота Westland Lysander и летит во Францию, чтобы встретиться с Деламаром, которого держат в местном полицейском участке. Макс и местное Сопротивление врываются в тюрьму города, но Деламар пьян и не может опознать фотографию. Задержка даёт французскому полицейскому время, чтобы предупредить немцев, которых Макс и бойцы Сопротивление одолели. До отъезда Деламар сообщает Максу, что Марианн была талантливой пианисткой, которая когда-то сыграла «Марсельезу» с пренебрежением к немцам-оккупантам на раннем этапе войны.
Вернувшись в Англию, Макс берёт Марианн в местный паб и требует, чтобы она сыграла на пианино. Марианн не может. Она признаётся, что является шпионом, и отправила сообщение, которое Макс оставил на виду. Она утверждает, что её чувства к Максу являются подлинными, и что она была вынуждена снова стать немецким шпионом, потому что немецкие агенты угрожали Анне.
Макс, не желая убивать свою жену, говорит, что им нужно бежать из страны. Он убивает сообщников Марианн, няню и ювелира. Они едут на местную авиабазу, но Макс не может взлететь на самолёте, так как прибывает Хеслоп и военная полиция. Макс пытается заступиться за Марианн перед офицерами, но Марианн говорит ему, что любит его, просит позаботиться об Анне, а затем совершает самоубийство. Хеслоп приказывает присутствующим солдатам написать в рапорте, что Макс ликвидировал Марианн в соответствии с его приказами, так что сам Макс не будет наказан.
После войны Макс переезжает на ранчо в Медисин-Хат, Альберта, Канада, как он всегда хотел, и воспитывает Анну. Марианн читает письмо, которое она написала своей дочери, ожидая, что однажды её настоящая личность будет раскрыта.

## В ролях
- Брэд Питт — Макс Ватан[3]
- Марион Котийяр — Марианн Босежур[4]
- Джаред Харрис — Фрэнк Хеслоп[5]
- Мэттью Гуд — Гай Сэнгстер
- Лиззи Каплан — Бриджет Ватан[6]
- Антон Лессер — Эммануэль Ломбар
- Аугуст Диль — Хобар
- Камилль Коттен — Моник
- Шарлотта Хоуп — Луиза
- Мэрион Бэйли — миссис Синклер
- Саймон Макберни — офицер УСО
- Дэниэл Беттс — Джордж Кавана
- Рэффи Кэссиди — Анна Ватан
- Тьерри Фремон — Поль Деламар

## Критика
Фильм получил смешанные оценки кинокритиков. На сайте Rotten Tomatoes фильм имеет рейтинг 60 % на основе 238 рецензий критиков, со средней оценкой 6,2 из 10. На сайте Metacritic фильм получил оценку 60 из 100 на основе 44 рецензий, что соответствует статусу «смешанные или средние отзывы».